# والدور لاهتوه
والدور لاهتوه (استونیایی: Valdur Lahtvee؛ زادهٔ ۱۹ ژانویهٔ ۱۹۵۸)  و نماینده سابق مجلس اهل استونی است.